# James Sinclair (14e comte de Caithness)
Pour les articles homonymes, voir James Sinclair et Sinclair.
James Sinclair (16 août 1821 - 28 mars 1881), 14e comte de Caithness appelé Lord Berriedale de 1823 à 1855, est un scientifique, inventeur et homme politique libéral écossais.

## Biographie

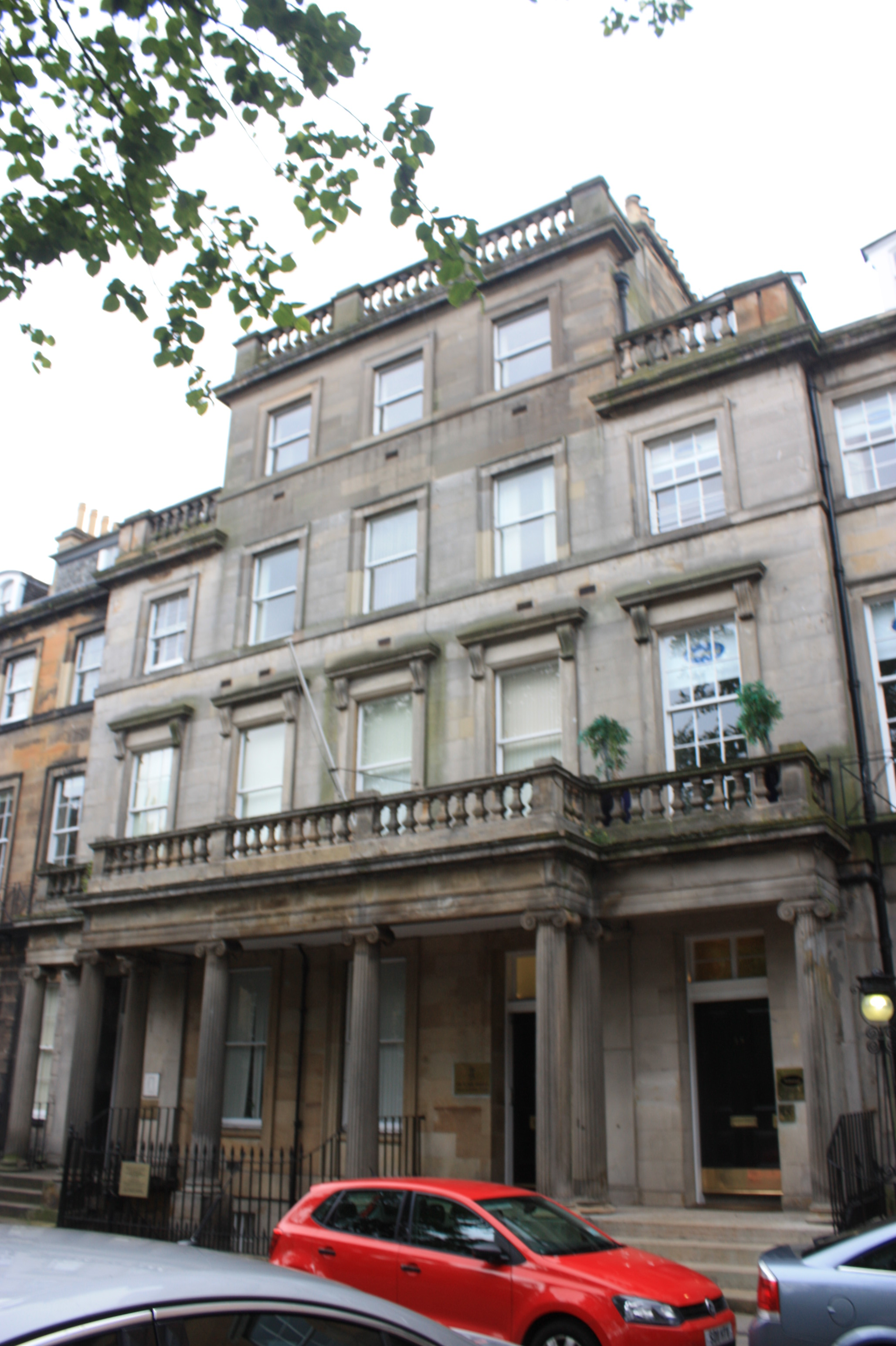
son domicile au 17 Rutland Square

Caithness est le fils d' Alexander Sinclair, 13e comte de Caithness, et de son épouse Frances Harriet, fille du très révérend William Leigh, Doyen de Hereford. Il hérite du titre en 1855 à la mort de son père.
Il est vice-amiral de Caithness, tuteur d'Edward, prince de Galles (le futur Édouard VII). Il siège en tant que pair représentant de l'Écosse à la Chambre des lords de 1858 à 1866 et sert dans les administrations libérales de Lord Palmerston et Lord Russell en tant que Lord-in-waiting (whip du gouvernement à la Chambre des lords) entre 1859 et 1866. Cette dernière année, il est créé baron Barrogill, du château de Barrogill dans le comté de Caithness, dans la pairie du Royaume-Uni, ce qui lui donne un siège automatique à la Chambre des Lords. Le titre s'est éteint à la mort de son fils, George Sinclair, 15e comte de Caithness. Entre 1856 et 1881, il occupé le poste de Lord Lieutenant de Caithness.
Il est également un scientifique et inventeur respecté et membre de la Royal Society. La courte biographie jointe à son portrait au crayon explique qu'il est l'inventeur d'une voiture à vapeur, (une amélioration pour des raisons de sécurité), de la boussole gravitationnelle et d'un métier à ruban. C'est un grand améliorateur industriel, avec un grand enthousiasme pour les machines modernes. Il introduit la «vapeur» à Caithness en améliorant et en rendant les conceptions précédentes plus sûres. Sa première «voiture à vapeur» est arrivée en 1860, suivie de la charrue à vapeur qu'il a utilisée pour créer sa nouvelle ferme à Philip Mains, Mey. Il a également inventé un lave-rail automatique pour le marché américain. L'une de ses inventions les plus inattendues est une jambe artificielle, avec laquelle il remporte un prix à l'Exposition française de Paris en 1866. En 1877, il publie «Conférences sur des sujets populaires et scientifiques».
En plus de résider au château de Mey en Écosse, il vit également dans une grande demeure seigneuriale appelée Stagenhoe dans le village de St Paul's Walden dans le comté de Hertfordshire. C'est sa résidence principale quand il donne des cours au jeune prince de Galles Édouard VII, et quand il siégeait à la Chambre des lords et assistait aux réunions de la Royal Society à Londres.
Lord Caithness épouse Louisa Georgiana, fille de Sir George Richard Philips, 2e baronnet, en 1847. Ils ont un fils et une fille. Dans les années 1850, il a une immense maison de ville géorgienne au 17 Rutland Square à Édimbourg .
Après sa mort en 1870, il épouse en secondes noces Maria de Mariategui, fille de José de Mariategui, en 1872, mais n'ont pas d'enfants. En 1879, elle est créée duchesse de Pomar par le pape Léon XIII.
Lord Caithness décède à New York au Fifth Avenue Hotel en mars 1881, à l'âge de 59 ans, et son fils unique George lui succède au titre de comte de Caithness. Sa veuve, la comtesse de Caithness décède à son tour, quatorze ans plus tard, en novembre 1895.